# Carraig Airt
Carraig Airt (en anglès Carrigart) és una vila d'Irlanda, al comtat de Donegal, a la província de l'Ulster. Es troba a la Gaeltacht an Láir, a la baronia de Kilmacrenan.
El poble es troba en la ruta R245 entre Letterkenny i Creeslough. Situat com està a la base de la península de Rosguill en una de les zones més remotes però més pintoresques del país, el poble ofereix serveis per a una gran zona d'influència, amb un supermercat amb serveis bancaris, una oficina de correus, un consultori mèdic i una caserna a temps parcial d'An Garda Síochána. També té un parc públic que voreja la costa de darrere les cases del carrer principal. Dissenyat per Angela Gallagher, que es manté gràcies al Comitè de Tidy Towns i ha guanyat diversos premis. El poble i els seus voltants segueixen sent principalment agrícoles, amb forta dependència del comerç i del turisme durant els mesos d'estiu. Igual que la resta d'aquesta part de Donegal, Carraig Airt té un gran nombre de segones residències, propietat especialment per estiuejants d'Irlanda del Nord.
El poble va celebrar el seu centenari el 2002, encara que hi ha proves de la seva existència abans. Formava part originalment de les propietats dels comtes de Leitrim. William Clements, 3r Comte Leitrim, va ser assassinat al proper bosc de Cratlagh en 1878 pels homes de la península veïna de Fanad.
El nom oficial de Carrigart és Carraig Airt però també ha estat traduït com a Ceathrú Fhiodhghoirt, que vol dir quarterland de fusta del bosc